# Grünberg (Hessen)
Grünberg is een plaats in de Duitse deelstaat Hessen, gelegen in de Landkreis Gießen. De stad telt 13.706 inwoners.
Die stad heeft een Renaissanceslot, gebouwd door Eberdt Baldewein.

## Geografie
Grünberg heeft een oppervlakte van 89,25 km² . In de Middeleeuwen vanaf 1222 groeide Grünberg uit tot een kleine stad.

## Delen van Grünberg
- Beltershain
- Göbelnrod
- Grünberg
- Harbach
- Klein-Eichen
- Lardenbach
- Lehnheim
- Lumda
- Queckborn
- Reinhardshain
- Stangenrod
- Stockhausen
- Weickartshain
- Weitershain

Allendorf (Lumda) ·
Biebertal ·
Buseck ·
Fernwald ·
Gießen ·
Grünberg ·
Heuchelheim ·
Hungen ·
Langgöns ·
Laubach ·
Lich ·
Linden ·
Lollar ·
Pohlheim ·
Rabenau ·
Reiskirchen ·
Staufenberg ·
Wettenberg